# Francisco de Saavedra y Sangronis
Pour les articles homonymes, voir Saavedra.
Francisco Saavedra de Sangronis (1746 - 1819) est un militaire et homme d'État espagnol qui a joué un rôle important dans l'engagement de l'Espagne dans la guerre d'indépendance des États-Unis et contribué aux défaites britanniques dans les camagnes de Floride et de Yorktown. Il fut secrétaire d'État (équivalent de premier ministre) de Charles IV du 30 mars 1798 au 21 février 1799.

## Biographie

### Débuts
Francisco Saavedra est né à Séville en Espagne, en 1746. Il suit une formation de médecin et sert aux côtés de Bernardo de Gálvez lors de l'expédition d'Alger en 1775. Grâce à Gálvez, il change de carrière et travaille dans le ministère espagnol des Indes, principalement au titre de planificateur financier. En 1778, il contribue à la rédaction du règlement de libre commerce (es) entre l'Espagne et ses colonies américaines.

### Guerre d'Amérique
En 1780, quand entre dans la guerre d'indépendance américaine contre la Grande-Bretagne, il est envoyé pour tenter de régler l'administration espagnole à La Havane à Cuba, avec la tâche de travailler avec Gálvez, nommé gouverneur de la Louisiane espagnole, pour reprendre la Floride aux Britanniques. Quand le bateau qui l'emmène vers les Caraïbes est capturé par les Britanniques, Saavedra se fait passer pour un commerçant et on lui concède la libre circulation en Jamaïque : les Britanniques ignorent que seulement deux ans plus tôt, il avait été impliqué dans la planification d'une future invasion espagnole de l'île. Il a l'occasion de découvrir de nombreuses informations à propos des ports de la Jamaïque, leurs moyens de défense etc. Il enregistre dans son journal en 1780: « Ce qu'on ne pense pas à l'heure actuelle, c'est que ce qui doit occuper toute l'attention de la politique, c'est le grand bouleversement que le temps de la Révolution nord-américaine va produire dans le genre humain ».
En janvier 1781, il est finalement libéré par les Britanniques et retourne à travailler à La Havane. Après avoir fait des recommandations pour des changements administratifs, il contribue à l'organisation et à la conduite du siège de Pensacola par Gálvez, la base clé britannique en Floride. À son retour, il constate que ses recommandations avaient été acceptées par le gouvernement espagnol et les principaux responsables remplacés. En juillet, à la demande du ministre José de Gálvez, l'oncle de Bernardo, Saavedra, qui parle et écrit couramment le français, rencontre dans la colonie française de Saint-Domingue avec l'amiral de Grasse afin de discuter des meilleures façons d'utiliser les importantes forces navales qu'il a apportées à travers l'Atlantique : ils conviennent d'un plan pour l'année suivante, connu comme « plan de Grasse-Saavedra ». La première priorité est d'aider les Français et les forces américaines aux États-Unis, de préférence en attaquant les forces britanniques de Cornwallis en Virginie. La priorité suivante est de reprendre le contrôle des îles des Caraïbes capturées par les Britanniques. L'objectif final du plan est la prise de la Jamaïque, de loin la plus riche possession britannique dans les Indes occidentales. Pour financer la phase 1, Saavedra a obtenu 100 000 pesos espagnols dans le pays voisin, la trésorerie de Saint-Domingue : comme la plus grande partie de l'argent du gouvernement de La Havane avait été envoyé en Espagne, il lance un appel aux citoyens cubains qui rassemblent 500 000 pesos en quelques heures.
Au cours des quelques prochains mois, tandis que De Grasse avance conformément au plan, Saavedra détaille les préparatifs de l'invasion de la Jamaïque. La défaite de la flotte française à la bataille des Saintes, en avril 1782, est un revers majeur mais les préparatifs continuent. Cependant, à la fin de 1782, le gouvernement espagnol décide d'abandonner ce projet trop coûteux. 

### Dernières années
De 1783 à 1788, Saavedra sert comme intendant de Caracas, à la suite de quoi il retourne en Espagne et devient le premier membre du Conseil suprême de la guerre (es), puis en 1797, le ministre des Finances, et l'année suivante, ministre d'État. Cependant, sa santé se dégrade et peu de temps après, il prend sa retraite en Andalousie. 
Lorsque les forces françaises de Napoléon envahissent l'Espagne, il revient au service en 1809 dans la Junte centrale de Cadix qui exerce la régence au nom de Ferdinand VII prisonnier en France.
Après la guerre, Ferdinand VII lui confie la direction d'une compagnie chargée d'améliorer la navigation fluviale sur le Guadalquivir. Il est décédé le 25 novembre 1819.